# Edgar Battle
Edgar William „Puddinghead“ Battle (* 3. Oktober 1907 in Atlanta; † 6. Februar 1977 in New York City) war ein US-amerikanischer Jazz-Multiinstrumentalist (Trompete, Posaune, Saxophon, Piano/Orgel), Arrangeur und Komponist.

## Leben
Battle wuchs in einer musikalischen Familie auf, seine Mutter spielte Gitarre, der Vater Bass und Klavier. Er selbst war frühbegabt, begann mit acht Jahren Trompete zu spielen und trat schon mit 14 Jahren im Jahr 1921 öffentlich auf bei Neil J. Montgomery. 1922 gründete er, während er an der Morris Brown University studierte, eine eigene Band, die Dixie Serenaders, und spielte bei Eddie Heywood Senior. Ab 1928 spielte er als Freelancer und Solist unter anderem bei Gene Coy, Andy Kirk (1930, Aufnahmen von ihm existieren), Blanche Calloway (1931, Aufnahmen existieren) und an der Seite unter anderem von Ben Webster und Cozy Cole (1931). Er hatte daneben Ende der 1920er Jahre noch eine eigene Band, die er nun Dixie Ramblers nannte. 1933 spielte er bei Ira Coffey. 1934 spielte er in New York mit Sam Wooding und Benny Carter sowie mit Alex Hill, 1935/1936  bei Willie Bryant (Aufnahmen mit ihm existieren), wobei er nicht nur auf zwei oder drei Instrumenten (Trompete, Ventilposaune, Altsaxophon) spielte, sondern auch arrangierte. 1936 spielte er in der Radioübertragung der Revue George White´s Scandals am Broadway und er arbeitete auch sonst viel für das Radio. 1937 hatte er kurzzeitig wieder eine eigene Band, konzentrierte sich dann aber auf das Arrangieren und Komponieren. Er war sehr gefragt und arrangierte unter anderem für Cab Calloway, Earl Hines, Fats Waller´s Bigband, Paul Whiteman, Count Basie, Jack Teagarden, Louis Prima. 
Im Zweiten Weltkrieg arbeitete Battle als Elektriker auf Werften in New York und hatte in den 1940ern eine Bigband mit dem Trompeter Shirley Clay. In den 1950er Jahren versuchte er sich als Plattenproduzent und gründete Cosmopolitan Records. In den 1960er Jahren leitete er von Zeit zu Zeit eine Bigband. Die Lizenzen aus seinen  Kompositionen, darunter das berühmte Topsy (1937 geschrieben mit Eddie Barefield) und zum Beispiel „Strictly Instrumental“, „Ratamacue“, „Yellow Fire“, „Puddin Head Serenade“, verschafften ihm ein gesichertes Einkommen.

## Verweise
1. ↑  von Earl Hines als Topsy-Turvey aufgenommen und bekannt als eine viel gespielte Nummer des Count Basie Orchesters, die es zuerst am 9. August 1937 aufnahmen, unter Mitwirkung von Durham (Peter Bitz, SR-Online, Jazz ABC zu Topsy (Memento des Originals vom 1. Februar 2016 im Internet Archive)  Info: Der Archivlink wurde automatisch eingesetzt und noch nicht geprüft. Bitte prüfe Original- und Archivlink gemäß Anleitung und entferne dann diesen Hinweis.). Bekannt ist auch das Schlagzeugsolo von Cozy Cole.

| Personendaten    | Personendaten                                                               |
| ---------------- | --------------------------------------------------------------------------- |
| NAME             | Battle, Edgar                                                               |
| ALTERNATIVNAMEN  | Battle, Edgar William (vollständiger Name); Battle, Puddinghead (Spitzname) |
| KURZBESCHREIBUNG | US-amerikanischer Jazzmusiker                                               |
| GEBURTSDATUM     | 3. Oktober 1907                                                             |
| GEBURTSORT       | Atlanta                                                                     |
| STERBEDATUM      | 6. Februar 1977                                                             |
| STERBEORT        | New York City                                                               |